# 武威吐谷浑王族墓群
武威吐谷浑王族墓群，位于中国甘肃省武威市凉州区、天祝县，为一个省级文物保护单位，类型为古墓葬，历史年代为唐代。
原为第四批甘肃省文物保护单位青咀喇嘛湾墓群，2023年公布第九批省保时扩充为“武威吐谷浑王族墓群”，包括岔山村、长岭—马场滩、青咀—喇嘛湾3个墓区。